# Lazzaro (singolo)
Lazzaro è un singolo del gruppo musicale italiano Subsonica, pubblicato il 5 giugno 2014 come primo estratto dal settimo album in studio Una nave in una foresta.
Il brano è stato eseguito dal vivo per la prima volta, durante un VEVO Go Show, in una location segreta a Torino il 4 giugno 2014; hanno potuto seguire l'esibizione i vincitori di un sorteggio organizzato dal Samsung Wireless AudioMultiroom e VEVO. 
Un video della performance è stato in seguito pubblicato su YouTube.

## Video musicale
Un primo videoclip diretto da Alex Caroppi e Luca Bragagnolo, con le parole del brano alternate ad alcune scene in cui una ragazza balla, è stato pubblicato sul canale Vevo-YouTube del gruppo il 5 giugno 2014.
Contestualmente alla pubblicazione su YouTube e su VEVO di un playback girato da Gianluca Signorino, il gruppo ha indetto sul proprio sito un contest per la realizzazione del video ufficiale, in collaborazione con la redazione italiana della rivista Wired.
Il concorso si è concluso il 22 settembre 2014. Il videoclip vincitore realizzato dal collettivo TuMenti è stato premiato al Festival internazionale del film di Roma insieme a un montaggio differente del playback di Signorino pubblicato da Antonio Schiavone, versione del videoclip più cliccata su YouTube.

## Tracce
Lazzaro è stata pubblicata in download digitale da Universal Music su iTunes, Google Play e Spotify.
Download digitale
1. Lazzaro – 4:12